# Orem
Orem is een plaats (city) in de Amerikaanse staat Utah, en valt bestuurlijk gezien onder Utah County.

## Demografie
Bij de volkstelling in 2000 werd het aantal inwoners vastgesteld op 84.324.
In 2006 is het aantal inwoners door het United States Census Bureau geschat op 90.857, een stijging van 6533 (7,7%).

## Geografie
Volgens het United States Census Bureau beslaat de plaats een oppervlakte van
47,8 km², geheel bestaande uit land. Orem ligt op ongeveer 1384 m boven zeeniveau.

## Plaatsen in de nabije omgeving
De onderstaande figuur toont nabijgelegen plaatsen in een straal van 16 km rond Orem.